# جوليا كليفورد
جوليا كليفورد (بالإنجليزية: Julia Clifford)‏ هي موسيقية أيرلندية، ولدت في 19 يونيو 1914، وتوفيت في 18 يونيو 1997.

## وصلات خارجية
- جوليا كليفورد على موقع ميوزك برينز (الإنجليزية)
- جوليا كليفورد على موقع ديسكوغز (الإنجليزية)